# Konferencja Zachodnia

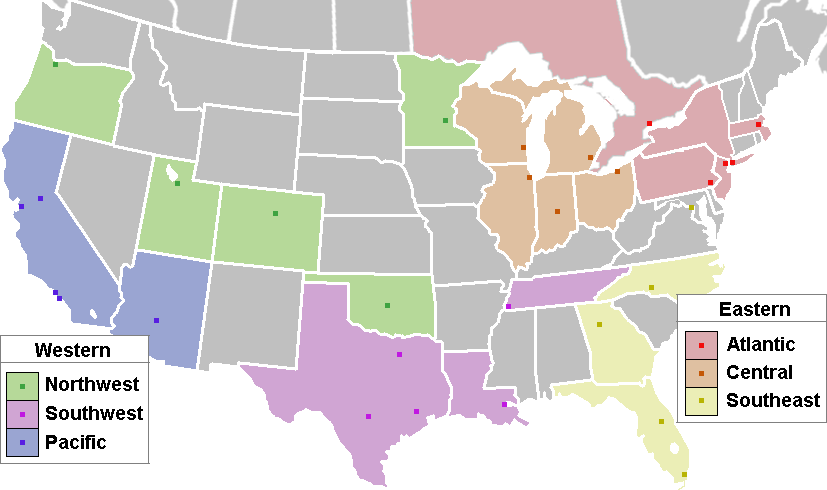
Dywizje i konferencje NBA

Konferencja Zachodnia – element systemu organizacji National Basketball Association, amerykańskiej zawodowej ligi koszykówki. Konferencje Zachodnia i Wschodnia grupują drużyny według orientacyjnego położenia geograficznego.
Od sezonu 2004–2005 konferencja dzieli się na trzy dywizje: Northwest Division (Północno-zachodnią), Southwest Division (Południowo-zachodnią) i Pacific Division (Pacyfiku). W każdej dywizji występuje po pięć zespołów. Wcześniej były tylko dwie dywizje: Północno-zachodnia i Pacyfiku. Do 1970 r. liga dzieliła się na dwie dywizje.
Drużyny występujące w tej samej konferencji rozgrywają ze sobą 52 mecze w sezonie zasadniczym, pozostałe 30 z drużynami drugiej konferencji, a po sezonie spotykają się w rozgrywkach play-off. Rozstawieni w play-offach są zwycięzcy poszczególnych dywizji oraz drużyna z najlepszym bilansem zwycięstw spośród pozostałych. Jednak przewagę własnego boiska daje nie rozstawienie, ale bilans w sezonie zasadniczym. W pojedynkach fazy play-off gra się do czterech zwycięstw. Zwycięzcy finałów konferencji spotykają się ze sobą w finale ligi.
Najlepsi zawodnicy obu konferencji rozgrywają corocznie między sobą towarzyski, ale bardzo prestiżowy Mecz Gwiazd.

## Organizacja Konferencji Zachodniej
| Northwest Division     | Southwest Division   | Pacific Division      |
| ---------------------- | -------------------- | --------------------- |
| Denver Nuggets         | Dallas Mavericks     | Golden State Warriors |
| Minnesota Timberwolves | Houston Rockets      | Los Angeles Clippers  |
| Oklahoma City Thunder  | Memphis Grizzlies    | Los Angeles Lakers    |
| Portland Trail Blazers | New Orleans Pelicans | Phoenix Suns          |
| Utah Jazz              | San Antonio Spurs    | Sacramento Kings      |

## Mistrzowie Konferencji Zachodniej
- 1947: Chicago Stags
- 1948: Baltimore Bullets
- 1949: Minneapolis Lakers
- 1950: Indianapolis Olympians
- 1951: Rochester Royals
- 1952: Minneapolis Lakers
- 1953: Minneapolis Lakers
- 1954: Minneapolis Lakers
- 1955: Fort Wayne Pistons
- 1956: Fort Wayne Pistons
- 1957: St. Louis Hawks
- 1958: St. Louis Hawks
- 1959: Minneapolis Lakers
- 1960: St. Louis Hawks
- 1961: St. Louis Hawks
- 1962: Los Angeles Lakers
- 1963: Los Angeles Lakers
- 1964: San Francisco Warriors
- 1965: Los Angeles Lakers
- 1966: Los Angeles Lakers
- 1967: San Francisco Warriors
- 1968: Los Angeles Lakers
- 1969: Los Angeles Lakers
- 1970: Los Angeles Lakers
- 1971: Milwaukee Bucks
- 1972: Los Angeles Lakers
- 1973: Los Angeles Lakers
- 1974: Milwaukee Bucks
- 1975: Golden State Warriors
- 1976: Phoenix Suns
- 1977: Portland Trail Blazers
- 1978: Seattle SuperSonics
- 1979: Seattle SuperSonics
- 1980: Los Angeles Lakers
- 1981: Houston Rockets
- 1982: Los Angeles Lakers
- 1983: Los Angeles Lakers
- 1984: Los Angeles Lakers
- 1985: Los Angeles Lakers
- 1986: Houston Rockets
- 1987: Los Angeles Lakers
- 1988: Los Angeles Lakers
- 1989: Los Angeles Lakers
- 1990: Portland Trail Blazers
- 1991: Los Angeles Lakers
- 1992: Portland Trail Blazers
- 1993: Phoenix Suns
- 1994: Houston Rockets
- 1995: Houston Rockets
- 1996: Seattle SuperSonics
- 1997: Utah Jazz
- 1998: Utah Jazz
- 1999: San Antonio Spurs
- 2000: Los Angeles Lakers
- 2001: Los Angeles Lakers
- 2002: Los Angeles Lakers
- 2003: San Antonio Spurs
- 2004: Los Angeles Lakers
- 2005: San Antonio Spurs
- 2006: Dallas Mavericks
- 2007: San Antonio Spurs
- 2008: Los Angeles Lakers
- 2009: Los Angeles Lakers
- 2010: Los Angeles Lakers
- 2011: Dallas Mavericks
- 2012: Oklahoma City Thunder
- 2013: San Antonio Spurs
- 2014: San Antonio Spurs
- 2015: Golden State Warriors
- 2016: Golden State Warriors
- 2017: Golden State Warriors
- 2018: Golden State Warriors
- 2019: Golden State Warriors
- 2020: Los Angeles Lakers
- 2021: Phoenix Suns
- 2022: Golden State Warriors
- 2023: Denver Nuggets

- pogrubienie oznacza Mistrzostwo NBA

## Najwięcej tytułów mistrza Konferencji
- 32: Minneapolis Lakers / Los Angeles Lakers
- 8: Golden State / San Francisco Warriors
- 6: San Antonio Spurs
- 4: Houston Rockets
- 4: Atlanta / St. Louis Hawks
- 4: Seattle SuperSonics / Oklahoma City Thunder
- 3: Portland Trail Blazers
- 2: Dallas Mavericks
- 2: Fort Wayne Pistons
- 2: Milwaukee Bucks
- 2: Phoenix Suns
- 2: Utah Jazz
- 1: Baltimore Bullets
- 1: Chicago Stags
- 1: Sacramento Kings / Rochester Royals
- 1: Denver Nuggets

## Byłe drużyny
Nieistniejące
- Anderson Packers
- Baltimore Bullets
- Chicago Stags
- Cleveland Rebels
- Denver Nuggets
- Detroit Falcons
- Indianapolis Jets
- Indianapolis Olympians
- Pittsburgh Ironmen
- Sheboygan Redskins
- St. Louis Bombers
- Washington Capitols
- Waterloo Hawks

Przeniesione do Konferencji Wschodniej
- Chicago Bulls
- Detroit Pistons / Fort Wayne Pistons
- Atlanta Hawks / Milwaukee Hawks / St. Louis Hawks / Tri-Cities Blackhawks
- Indiana Pacers
- Milwaukee Bucks